# Ricetto di Candelo
Il Ricetto di Candelo è un complesso architettonico di epoca medievale situato a Candelo, in Piemonte.
Il ricetto è in genere una struttura fortificata protetta all'interno di un paese dove si accumulavano i beni (foraggi, vini, etc.) del signore locale o della popolazione e dove, occasionalmente, si ritirava la popolazione stessa in caso di attacchi dall'esterno. Quello di Candelo è uno degli esempi meglio conservati di questo tipo di struttura medievale presente in diverse località del Piemonte ed in alcune zone dell'Europa centrale. Sorge nel comune di Candelo, in provincia di Biella.
Al pari di altri ricetti, quello di Candelo non risulta essere mai stato destinato a uso di abitazione stabile. Tuttavia, al pari di altri - per le sue origini economiche, storiche, collettive e democratiche ante-litteram - è stato oggetto di approfonditi studi storici ed architettonici. 
In virtù della sua posizione, da esso si gode una vista panoramica sull'intero comprensorio delle Prealpi biellesi, a nord, e verso il Baraggione (vedi Riserva naturale orientata delle Baragge) in direzione sud.

## Storia e descrizione

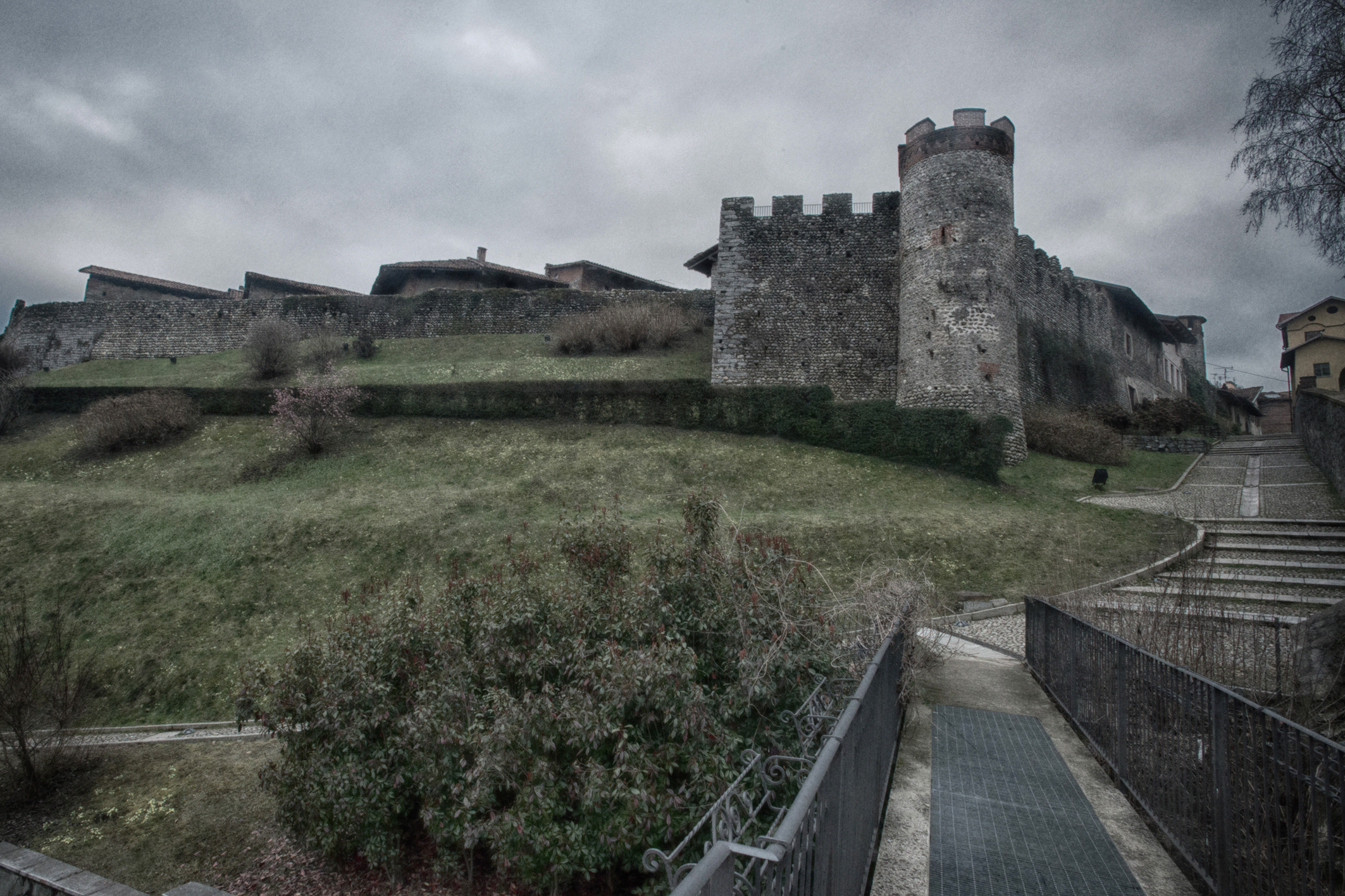
Le mura del ricetto

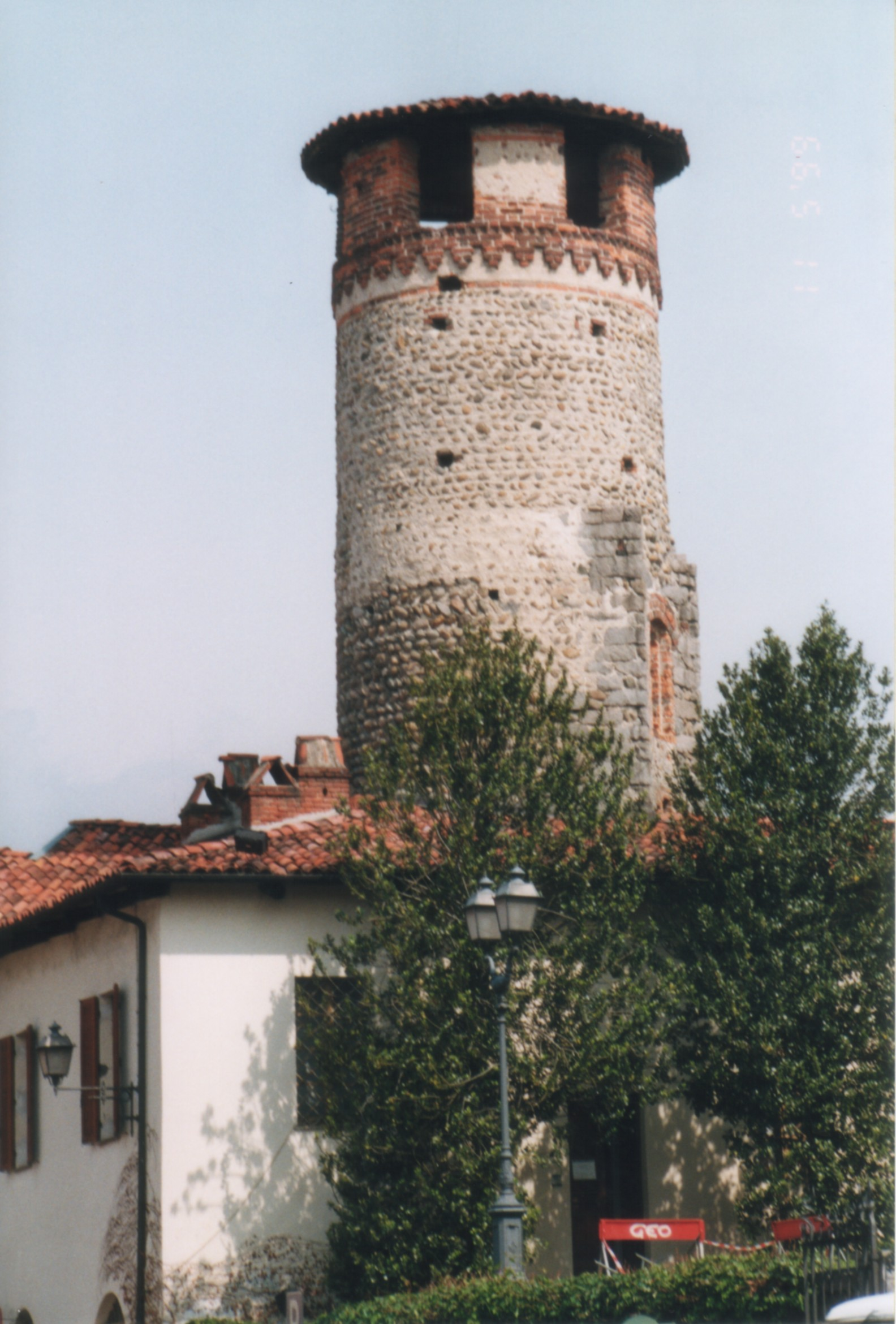
La torre ovest

La matrice contadina del complesso di Candelo - e la testimonianza diretta del fatto come esso fosse stato destinato nell'antichità a deposito collettivo di prodotti agricoli, in particolare vinicoli (stante la particolare vocazione della zona), quasi sorta di cantina sociale ante litteram - è data dalla presenza, in una delle cantine, di un enorme torchio per la pigiatura delle uve. Le dimensioni di tale torchio suggeriscono chiaramente trattarsi di uno strumento utilizzato da tutta la comunità per far fronte a necessità evidentemente anche lunghe nel corso del tempo.
Il ricetto è composto da circa duecento edifici denominati cellule che occupano un'area di circa 13.000 m2 dalla forma pentagonale e con un perimetro di circa 470 metri. Misura circa 110 metri di larghezza per 120 metri di lunghezza.
Il complesso è attraversato da strade, definite con evidente francesismo rue: si tratta in particolare di cinque rue in direzione est-ovest, intersecate da due ortogonali.
La data di avvio della sua edificazione non è determinabile con esattezza, anche se la prima citazione conosciuta di Candelo, nella sua antica denominazione Canderium, risale all'anno 988, in un documento in cui Ottone III ne conferma il possesso al feudatario Manfredo, salvo poi, l'anno successivo, conferire il borgo al feudo facente capo alla Chiesa vercellese.
Coloro che ne hanno studiato la storia tendono a collocarne la costruzione, su terreni concessi dei Vialardi di Villanova, tra la fine del XIII e l'inizio del XIV secolo, mentre ne è certa l'esistenza nell'anno 1374, quando la comunità di Candelo fece atto di dedizione spontanea a casa Savoia.
La struttura è quasi interamente cinta da mura, con torri cilindriche agli angoli, a esclusione del lato meridionale, dove nel 1819 è stato costruito il palazzo comunale, in uno stile neoclassico decisamente stridente con tutta la parte più antica. L'unica possibilità di accesso era data da una massiccia torre di forma parallelepipeda in massi squadrati nella parte inferiore e in mattoni nella parte superiore, con due aperture verso l'esterno, una più grande per i carri e una più piccola per i pedoni, chiuse da altrettanti ponti levatoi.
Ai primi del XVI secolo, modificando e sopraelevando le cellule preesistenti, Sebastiano Ferrero, feudatario del luogo dal 1496, su investitura del duca Filippo II di Savoia Senzaterra, fece costruire la propria abitazione, di fatto una torre fortificata, che costituisce l'edificio più elevato del ricetto ed è comunemente nota come casa del Principe.
Nel 1499 Ferrero, che in virtù del suo ruolo di feudatario poteva vantare diritti, redditi e giurisdizioni, reputando inadeguata la misura del focatico corrispostogli dai candelesi, accampò pretese sul ricetto. Tuttavia, la sua richiesta fu ricusata dai giudici chiamati a esprimersi sulla disputa.
Una curiosità: secondo un'antica leggenda locale (la cui veridicità non è mai stata storicamente attestata) in prossimità della torre angolare di sud-ovest si dipanava un tempo una galleria che conduceva in riva al torrente Cervo.

## Cultura e tradizione
| Antichi costumi                                                        |  |
|                                                                        |  |
|                                                                        |  |
| Costumi di scena dello sceneggiato televisivo La freccia nera del 1968 |  |

Oggi il Ricetto di Candelo è una meta turistica dall'atmosfera particolarmente affascinante che richiama gli appassionati di medioevo o semplicemente curiosi che approfittano del week end per visitare il biellese. La Pro Loco offre, su prenotazione, visite guidate e laboratori didattici per gruppi e scolaresche che permettono di scoprire anche gli aspetti meno conosciuti del borgo.
Durante tutto l'arco dell'anno vengono organizzate manifestazioni di diversa natura che, all'interno delle mura, trovano la loro dimensione e che ridanno vita a quella che è una delle strutture medioevale meglio conservate in Europa.
Il calendario degli eventi varia ogni mese e comprende degustazioni di vini, concerti e mercati di prodotti tipici, e nel mese di dicembre, il Ricetto si trasforma nel borgo di Babbo Natale con un suggestivo presepio vivente.
Le cellule, non essendo adibite ad abitazione, sono utilizzate dai proprietari come ritrovo per il fine settimana o come attività enogastronomiche e laboratori creativi di artigianato.
Oltre a varie botteghe d'arte - fra cui quella della pittrice su seta tedesca ma naturalizzata italiana Annelie Weischer - sono presenti le seguenti strutture:
- il Centro documentazione dei Ricetti in Europa
- il Piccolo Museo delle cose di Cucina e Pasticceria, una raccolta di centinaia di oggetti, macchinari ed attrezzature di uso popolare o professionale nell'ambito della cucina e pasticceria. È anche centro studi sulla cultura gastronomica locale e piemontese con una importante biblioteca ed emeroteca tematica a disposizione di studiosi od appassionati. Visite su appuntamento.
- il Museo del paesaggio naturale e storico della vitivinicoltura

Dal ricetto è raggiungibile, lungo il prato che costeggia la torre di sud-ovest, la chiesa di Santa Maria. Il piccolo viottolo costeggia la roggia Marchesa, un canale che dal 1561 fornisce acqua alle campagne del biellese, fino alle risaie della provincia di Vercelli. Le circa duecento cellule abitative sono quasi tutte appartenenti a privati e ad associazioni con sede a Candelo.
Si segnalano in particolare:
- la Sala delle cerimonie, sede delle principali esposizioni
- l'Archivio storico
- le cellule del museo-sistema del territorio candelese incluse le cantine dell'Ecomuseo della vitivinicoltura (che fa parte dei Distretti del vino) e quelle destinate all'esposizione di collezioni e documenti che riportano dati storici e geografici riguardanti il territorio

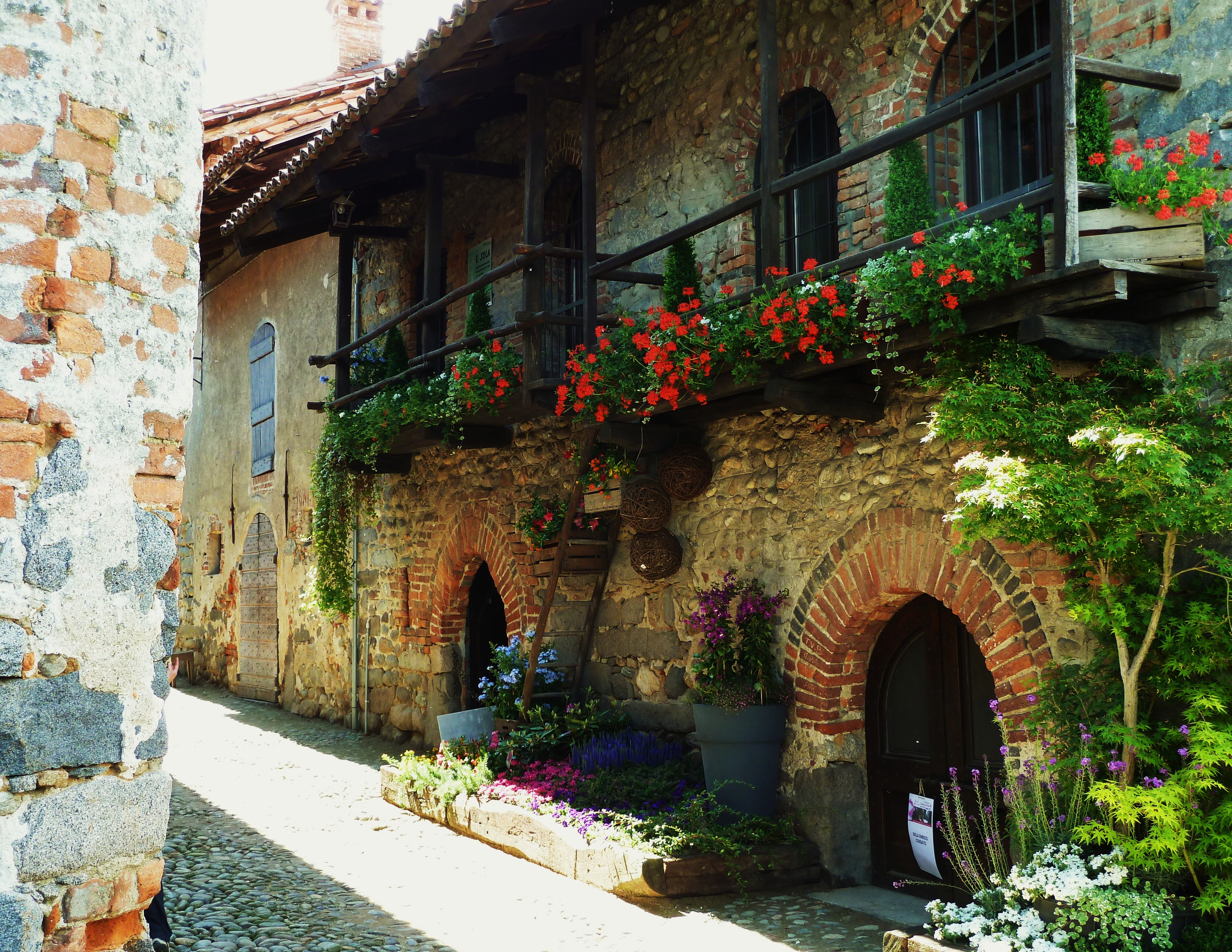
Candelo in fiore

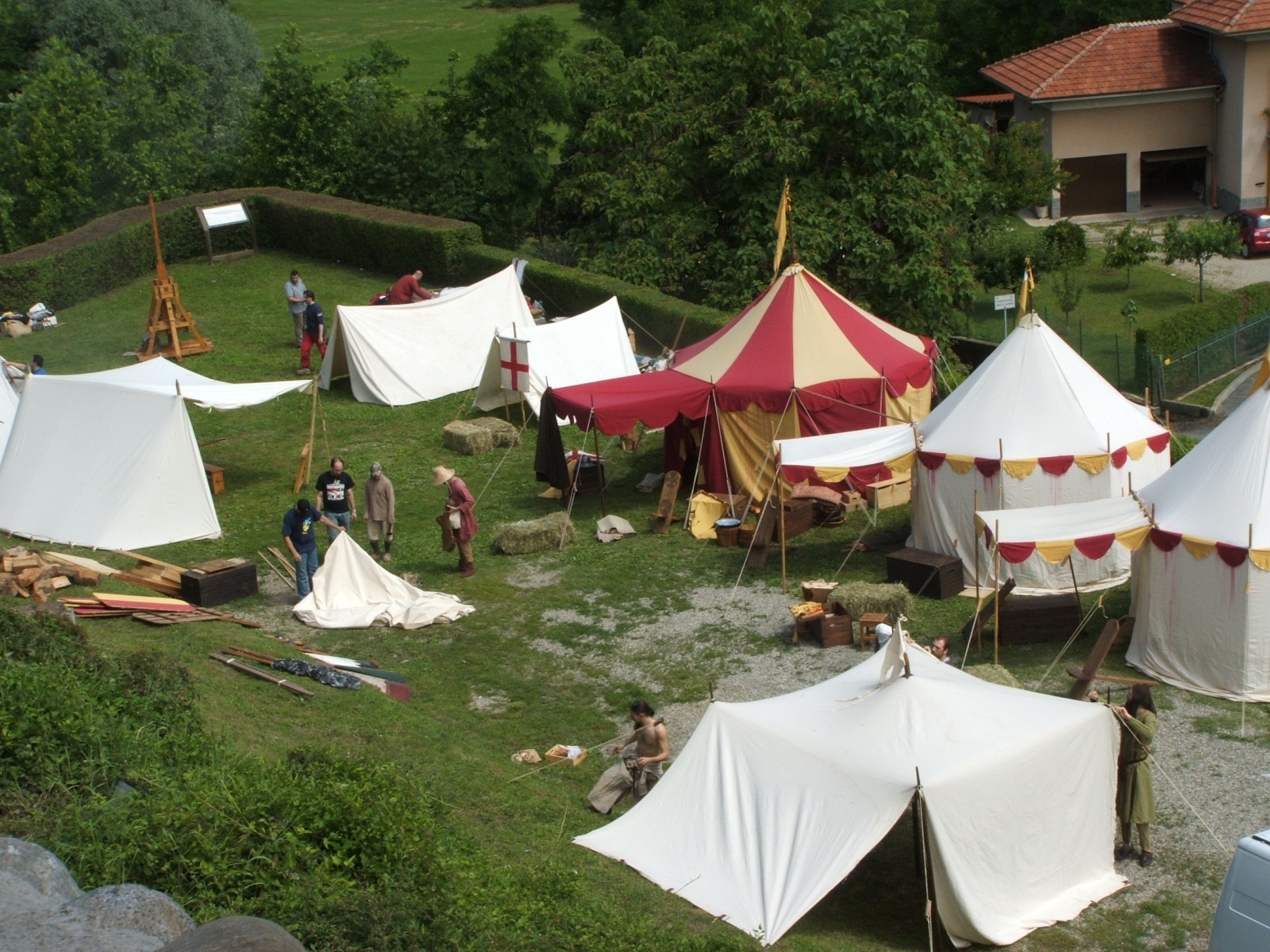
Accampamento medioevale durante una rievocazione storica

Il ricetto di Candelo è stato set per le riprese dello sceneggiato televisivo Rai La freccia nera (interpretato da Arnoldo Foà e una esordiente Loretta Goggi) e del suo remake di Mediaset, del 2006, con il medesimo titolo de La freccia nera.
Nel borgo sono state girate poi sequenze di un altro sceneggiato televisivo: la parodia de I promessi sposi ad opera del trio Massimo Lopez, Anna Marchesini e Tullio Solenghi.
Le rue del borgo medioevale sono servite da sfondo, nel 2004, per le riprese di un'altra fiction di Rai1 riguardante la figura della Monaca di Monza, Virginia, la monaca di Monza.
Nel 2011 è stato anche il set per il film Dracula 3D di Dario Argento.
È stato oggetto anche di un documentario di Rai Storia dedicato al Medioevo, condotto da Alessandro Barbero. 
Il ricetto di Candelo è sede di manifestazioni culturali e di spettacolo che si dipanano nel corso dell'anno. Fra le altre si segnalano Candelo in fiore (che si alterna con cadenza biennale alla rassegna Sapor di Medioevo) e il concorso musicale internazionale Ricetto in musica, nato nel 2003 ed intitolato al maestro Ernesto Falla.
Fra le altre manifestazioni si segnalano:
- in gennaio la Festa di Sant'Antonio, con sfilata di cavalli e carrettieri;
- a febbraio-marzo il Carnevale storico, che presenta una rievocazione della controversia fra i candelesi e il signore del luogo, Sebastiano Ferrero;
- il Maggio musicale, con concerti di musica classica tra le rue;
- a settembre, Settembre al ricetto, con esposizioni dei pittori del borgo, allestimento di mostre e spettacoli di teatro;
- nel primo fine settimana di ottobre, Vinincontro, degustazione di specialità locali accompagnate dall'ascolto di musica popolare

| Dardi e altre frecce                                                       |  |  |  |
|                                                                            |  |  |  |
| Carrellata sulle fiction che hanno avuto come sfondo il Ricetto di Candelo |  |  |  |